# リノール酸ジオールシンターゼ
リノール酸ジオールシンターゼ（linoleate diol synthase）は、リノール酸代謝酵素の一つで、次の化学反応を触媒する酸化還元酵素である。
リノール酸 + O2 {\displaystyle \rightleftharpoons } (9Z,12Z)-(7S,8S)-ジヒドロキシオクタデカ-9,12-ジエン酸
反応式の通り、この酵素の基質はリノール酸とO2、生成物は(9Z,12Z)-(7S,8S)-ジヒドロキシオクタデカ-9,12-ジエン酸である。
組織名はlinoleate:oxygen 7S,8S-oxidoreductaseで、別名にlinoleate (8R)-dioxygenaseがある。